# Horsefly Lake Park
Horsefly Lake Park är en park i Kanada.   Den ligger i provinsen British Columbia, i den centrala delen av landet, 3 400 km väster om huvudstaden Ottawa. Horsefly Lake Park ligger 847 meter över havet. Den ligger vid sjön Horsefly Lake.
Terrängen runt Horsefly Lake Park är platt västerut, men österut är den kuperad. Terrängen runt Horsefly Lake Park sluttar västerut. Trakten runt Horsefly Lake Park är nära nog obefolkad, med mindre än två invånare per kvadratkilometer.. 
I omgivningarna runt Horsefly Lake Park växer i huvudsak blandskog.